# Giuseppe Cei
Giuseppe Cei (né le 25 janvier 1889 à Cascina en Toscane et mort le 28 mars 1911 dans l'île de Puteaux) est un pionnier de l'aviation italien, dont la carrière est brève, car il se tue en aéroplane à l'âge de 22 ans.

## Biographie
Sportif dans l'âme, Giuseppe Cei s'essaye à plusieurs disciplines : cyclisme, sport automobile... mais aussi escrime, avant de passer à l'aviation, décrochant son brevet de pilote sur biplan le 3 février 1911 sous le numéro 353, après une formation en France. Ce même jour, il va s'emparer du prix Touche à tout, doté de 1 000 francs par Arthème Fayard, qui récompense l'aviateur réalisant la plus grande distance en circuit fermé, parcourant ainsi 63,700 kilomètres.
Giuseppe Cei perd la vie le 28 mars 1911 dans le crash de son aéroplane, alors qu'il s'entraînait dans l'espoir de devenir recordman de hauteur. Son aéroplane biplan est tombé de 100 mètres de hauteur, à Puteaux, à cause d'un souci moteur, le blessant grièvement au crâne.